# Spoetnikprogramma

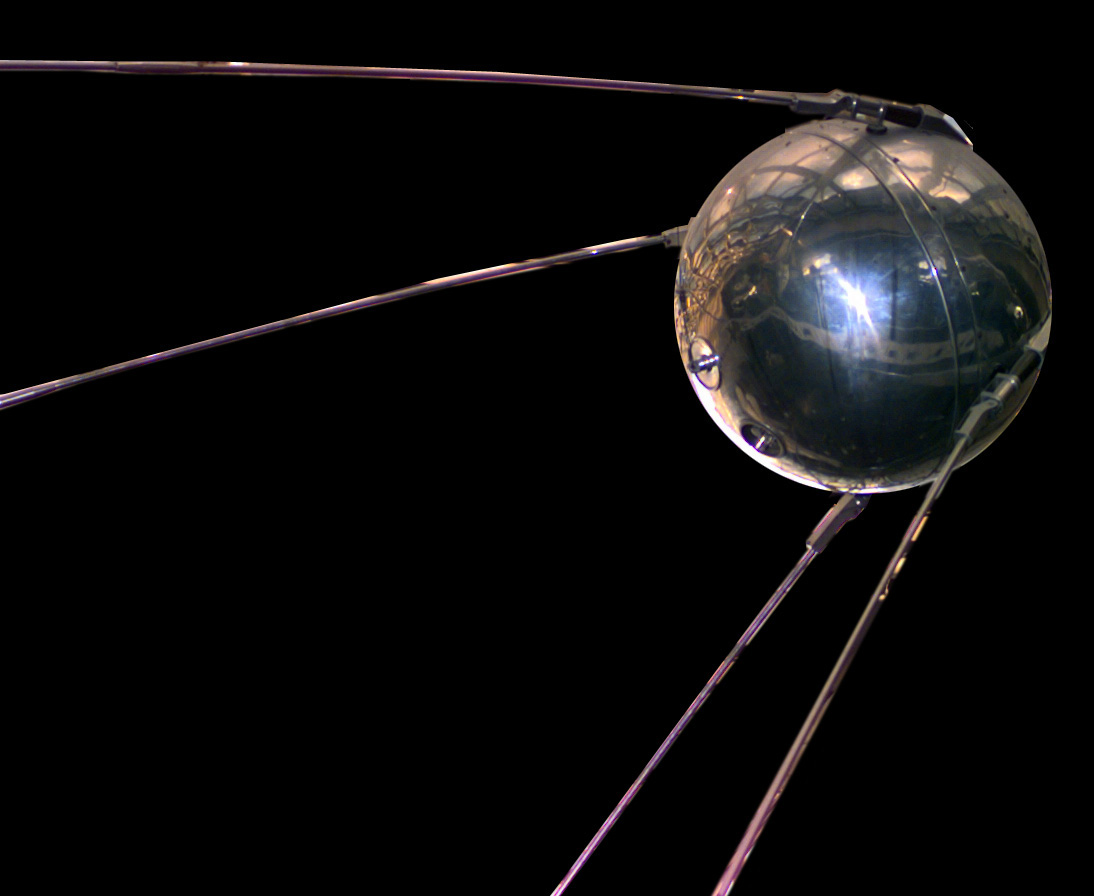
Spoetnik 1

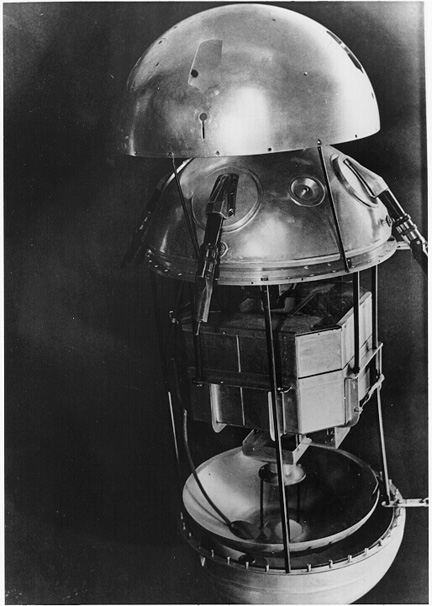
Het inwendige van Spoetnik 1

Het Spoetnikprogramma (Russisch: Спутник космическая программа, Spoetnik kosmitsjeskaja programma) bestond uit een serie van onbemande ruimtevluchten, georganiseerd door de Sovjet-Unie vanaf het najaar van 1957 met als doel via satellieten de bovenste atmosfeer te onderzoeken tijdens het Internationaal Geofysisch Jaar.
De PS-1, bekend als Spoetnik (Спутник), wat Russisch is voor reisgenoot, was de allereerste onbemande kunstmatige satelliet die in baan om de aarde gebracht werd. Hij cirkelde drie maanden lang rond de planeet. Spoetnik 2 volgde met een levend wezen aan boord: de hond Laika. Er werden in het totaal tien Spoetnik-satellieten de ruimte in geschoten.
In 1961, vier jaar later, waren de Sovjets de eersten met een bemande ruimtevlucht, met Joeri Gagarin.

## Geschiedenis

### Spoetnik 1
Spoetnik 1 of PS-1 werd gelanceerd op 4 oktober 1957 om 19:28:34 uur (UTC). Deze datum wordt vaak gezien als de start van het ruimtevaarttijdperk. Het Spoetnikprogramma was grotendeels het werk van Sergej Koroljov, die ook de grote stimulator achter de Loena, Vostok en Saljoet was. Voor de bouw, het testen en de lancering van het ruimtetuig zelf tekende ingenieur Oleg Ivanovski. De Spoetnik 1 bestond uit een uiterst eenvoudig concept: een aluminium bol (massa 83,6 kg; diameter 58,5 cm) met daarin een accu, een ventilator voor de temperatuurregeling, twee radiozenders (met radiobuizen) en aan de buitenzijde vier ongeveer 3 m lange sprietvormige antennes.
De ontwerpers waren er zich van bewust iets totaal nieuws voort te brengen; zij maakten zich vooral druk over de vraag of, als het vaartuig eenmaal in een baan om de aarde gebracht, het ook zou werken, na de versnelling en trillingen van de lancering. Zij waren ook bekommerd of het vaartuig het zou houden in een vacuüm, sterke straling en gewichtsloosheid, omstandigheden die men op de grond niet helemaal kon nabootsen.
Het ruimtevaartuig werd gelanceerd vanaf het Kazachse lanceercomplex bij Tjoeratam (later kosmodroom Bajkonoer genoemd) en werd aangedreven door de R7-stuwraket (alias Semjorka), die oorspronkelijk bedoeld was om kernkoppen te lanceren. De ingebouwde zender zond regelmatig een pieptoon uit totdat na 21 dagen de batterijen waren uitgeput. Deze door elke radioamateur te ontvangen piepjes met radiofrequenties van 20,005 en 40,002 MHz waren, buiten de abstracte dreiging die er voor elke westerling van uitging, geenszins betekenisloos. Ivanovski verklaarde daaromtrent: "In de lengte van de piepjes waren gegevens over temperatuur, druk en spanning in de satelliet gecodeerd". De lancering van het ruimtetuig was een wetenschappelijk experiment van de eerste orde. De wetenschappers hielden de omlooptijd van de Spoetnik om de aarde nauwkeurig bij. Deze was afhankelijk van de luchtdichtheid en dus de weerstand in de bovenste lagen van de atmosfeer.
Op 4 januari 1958 viel de Spoetnik 1 terug naar de aarde en verbrandde in de atmosfeer.
Het nieuws van de lancering sloeg in als een bom, vooral in de Verenigde Staten, waar men in de veronderstelling leefde voorop te lopen op het gebied van de ruimtevaart. De toenmalige Sovjet-Unie gold immers als een technologisch en wetenschappelijk achterlijke dictatuur. Dit veroorzaakte de Spoetnikcrisis en lokte kritiek uit op president Dwight Eisenhower. De missile gap ofwel een achterstand in rakettechnologie werd een veelgebezigde uitdrukking. Een en ander zette de Amerikaanse regering aan tot een aantal acties om de Amerikaanse overmacht in de ruimtevaart en rakettechnologie te herstellen.
De lancering van Spoetnik 1 inspireerde de Amerikaanse schrijver Herb Caen om het begrip beatnik te bedenken in een artikel over The Beat Generation in The San Francisco Chronicle van 2 april 1958.

### Spoetnik 2
Spoetnik 2 (PS-2) volgde vrij vlug, op bevel van president Chroesjtsjov, die zich bewust werd van de niet te onderschatten propagandawaarde van de ruimtevaart. De wetenschappers hadden nog geen vervolg voor de eerste versie bedacht. Herhalen van het eerste experiment leek hen zinloos. Object D (een eerder geplande zware wetenschappelijke satelliet) was nog niet operationeel. Men kwam op het idee om iets samen te stellen uit wat men al voorhanden had. Een reserve-exemplaar van de eerste functionerende spoetnik was nog voorhanden. Koroljov had voordien al luchtvaartmedici gevraagd om te werken aan een hermetische cabine waarin een hond gelanceerd kon worden. De natuurkundige Sergei Vernov had in Leningrad een apparaat klaar om stralingsniveaus in de ruimte te meten.
De kunstmaan werd geproduceerd zonder precieze bouwtekeningen; men gaf de ontwerpschetsen rechtstreeks door aan de bankwerkers. De 500 kg wegende kunstmaan werd tijdig opgeleverd en prompt gelanceerd op 3 november 1957 en was bedoeld als geschenk aan de Sovjet-Unie bij de veertigste verjaardag (7 november) van de oktoberrevolutie. Aan boord bevond zich het eerste levende wezen in de ruimte: het hondje Laika. Er was geen plan om Laika weer heelhuids terug op aarde te krijgen. Het hondje heeft de lancering overleefd, maar stierf 7 uur later aan oververhitting en bovenmatige stress, volgens verklaring van Dr. Dimitri Malashenkoven in 2002.
Niettemin heeft het dier veel informatie gegeven aan de biologie: men wist op voorhand niet of een dier een langdurige gewichtsloosheid zou doorstaan. Aan de binnenkomende gegevens kon men afleiden dat het dier na de lancering nog bewoog en dat het voer at. Spoetnik 2 verbrandde bij terugkeer in de atmosfeer op 14 april 1958, maar Laika was lang voor dat moment al dood.
Spoetnik 2 had ook Sergei Vernovs meetinstrumenten aan boord om de kosmische straling te meten. Toen de satelliet de buitenste lagen van de aardse atmosfeer bereikte registreerde de apparatuur de aanwezigheid van stralingsgordels, de Van Allen-gordels, naar de latere ontdekker James Van Allen.
Ivanovski relativeert Spoetnik 2 met de woorden dat dit experiment, hoewel een succes, dicht bij gekkenwerk kwam.
Ondertussen deden de Amerikanen verwoede pogingen om hun eerste kunstmaan in de ruimte te krijgen. Op 6 december 1957 werd een poging gedaan de Vanguard te lanceren. Onder het toeziend oog van miljoenen televisiekijkers kwam de raket een paar meter van de grond, zakte weer en explodeerde. Vol leedvermaak kopte de Russische krant Pravda: "O, WAT EEN FLOPNIK!", met daaronder een foto van de raket die op het lanceerplatform in gereedheid werd gebracht, en daarnaast een foto van de explosie. Daaronder het commentaar "Reclame en werkelijkheid".

### Spoetnik 3
De lancering op 27 april 1958 van de eerste versie van Spoetnik 3 mislukte, de raket kwam niet hoger dan een kilometer of 12. De lancering op 15 mei 1958 van de tweede versie was succesvol. Spoetnik 3 zat vol wetenschappelijke instrumenten en deed metingen onder andere aan de buitenste atmosfeer, kosmische straling, micro-meteorieten en dergelijke. De recorder die de meetgegevens op moest nemen deed het echter niet. Daarom moest men het stellen met de meetgegevens die men via de zender rechtstreeks van de satelliet ontving.
Kort daarvoor, op 31 januari waren de Amerikanen erin geslaagd hun eerste satelliet, de Explorer 1 in een baan om de aarde te krijgen.